# Boulzane
Die Boulzane ist ein Fluss in Frankreich, der in der Region Okzitanien verläuft. Sie entspringt im Gemeindegebiet von Montfort-sur-Boulzane, entwässert zunächst in nördlicher Richtung, erreicht beim Weiler Lapradelle, Gemeinde Puilaurens, ein Tal, dem sie nach Osten durch die Landschaft der Fenouillèdes folgt und mündet nach rund 34 Kilometern im Gemeindegebiet von Saint-Paul-de-Fenouillet als rechter Nebenfluss in den Agly, der unmittelbar danach die Klamm Clue de la Fou bildet. Auf ihrem Weg durchquert die Boulzane die Départements Aude und Pyrénées-Orientales sowie den Regionalen Naturpark Corbières-Fenouillèdes.

## Orte am Fluss
- Montfort-sur-Boulzane
- Salvezines
- Puilaurens
- Caudiès-de-Fenouillèdes
- Saint-Paul-de-Fenouillet

## Sehenswürdigkeiten
- Der Touristenzug Train du Pays Cathare et du Fenouillèdes verläuft durch das Flusstal.